# قوات مشاة البحرية الأوكرانية
قوات مشاة البحرية الأوكرانية أو مشاة البحرية الأوكرانية  هو فرع الخدمة البرية للقوات البحرية للقوات المسلحة الأوكرانية منذ عام ٢٠٢٣م، وهو المسؤول عن إجراء العمليات الاستكشافية والبرمائية. منذ تأسيسها الحديث في عام 1993م وحتى عام 2023م شكلت جزءًا من القوات الساحلية للبحرية الأوكرانية. يتم استخدامها كجزء مكون من العمليات البرمائية والمحمولة جواً والبرمائية المحمولة جواً، بمفردها أو بالتنسيق مع تشكيلات ووحدات القوات البرية من أجل الاستيلاء على أجزاء من ساحل البحر والجزر والموانئ وقواعد الأسطول والمطارات الساحلية وغيرها من المناطق الساحلية. القوات مسؤولة أيضًا عة الدفاع عن القواعد البحرية، والمناطق الساحلية الحيوية، والجزر.
اعتبارًا من أوائل عام 2022م، كان لدى مشاة البحرية الأوكرانية 7,000 جندي منظمين في لواءين، وستة كتائب منفصلة، وكتيبة استطلاع منفصلة. 

## مهمة
المهام الرئيسية لسلاح مشاة البحرية هي:
- التصرف بشكل مُستقل أثناء الهجمات على المنشآت البحرية والموانئ والجزر والمناطق الساحلية للعدو.
- تطهير المناطق الساحلية للعدو وتوفير عناصر الإنزال البرمائي وقوات الأمن لدعم مهمتها الخاصة أو مع عناصر من القوات البرية والقوات النظامية الأخرى.
- (منذ عام ٢٠٢٣م) توفر، إلى جانب البحرية، قدرات الدفاع الساحلي للبلاد ضد سفن العدو وهجمات العدو البرمائية. [3]

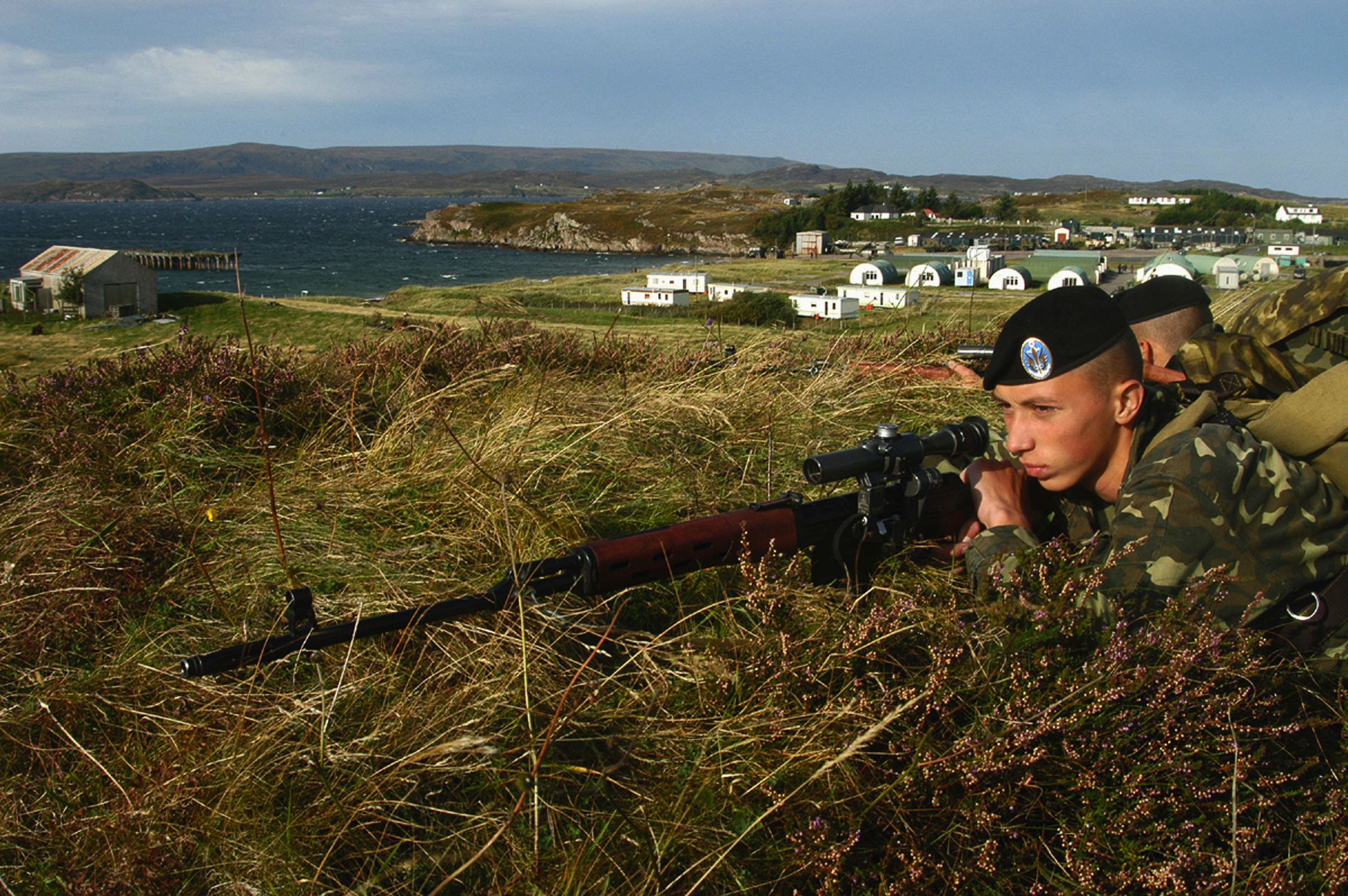
جندي مشاة من البحرية الأوكرانية مسلح ببندقية قنص من طراز دراغونوف يشارك في مناورات "النور الشمالي 03" على الساحل الغربي لاسكتلندا في عام ٢٠٠٣م.

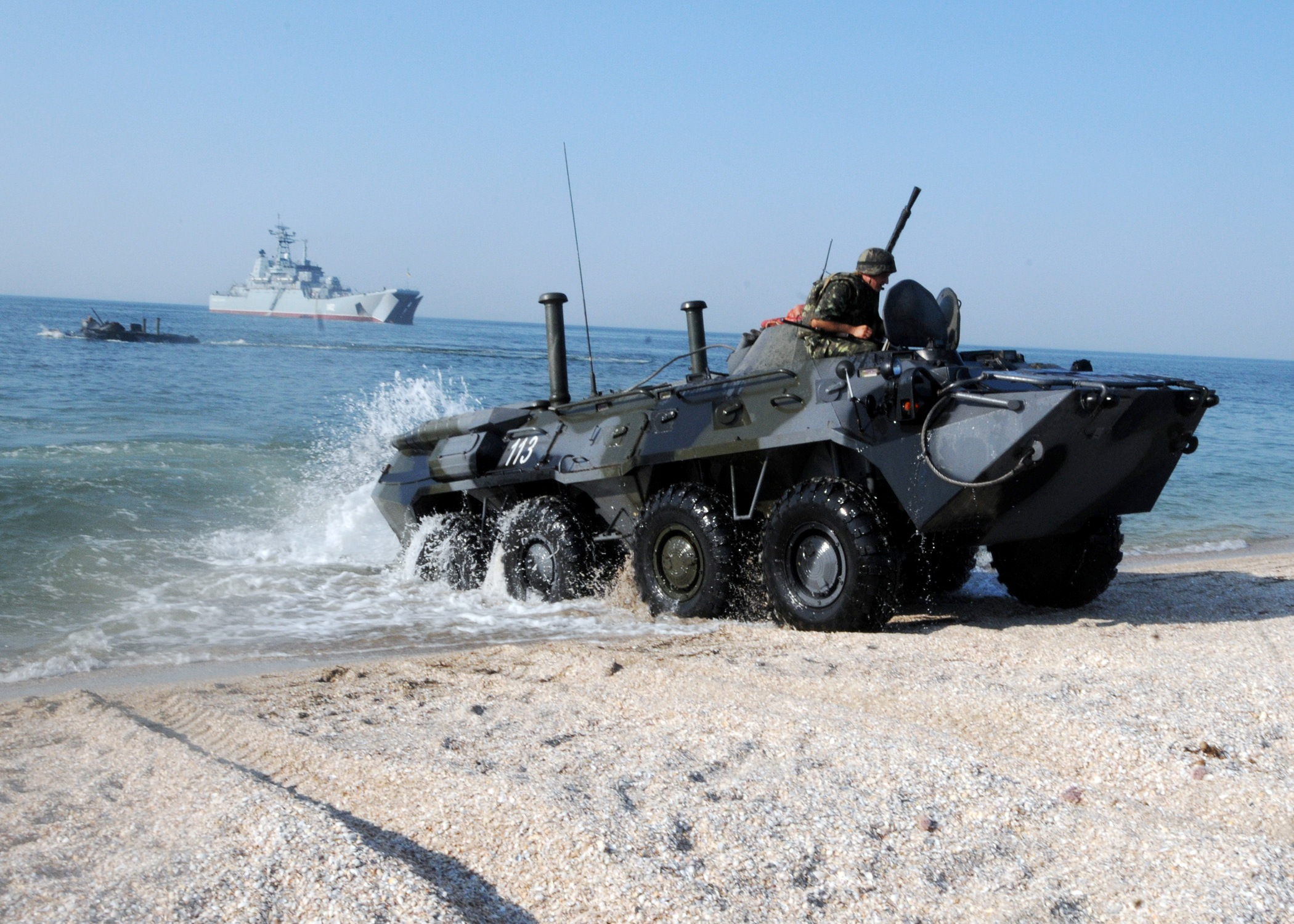
ناقلة جند مشاة البحرية الأوكرانية من طراز BTR-80 تشارك في مناورات Sea Breeze 2010.

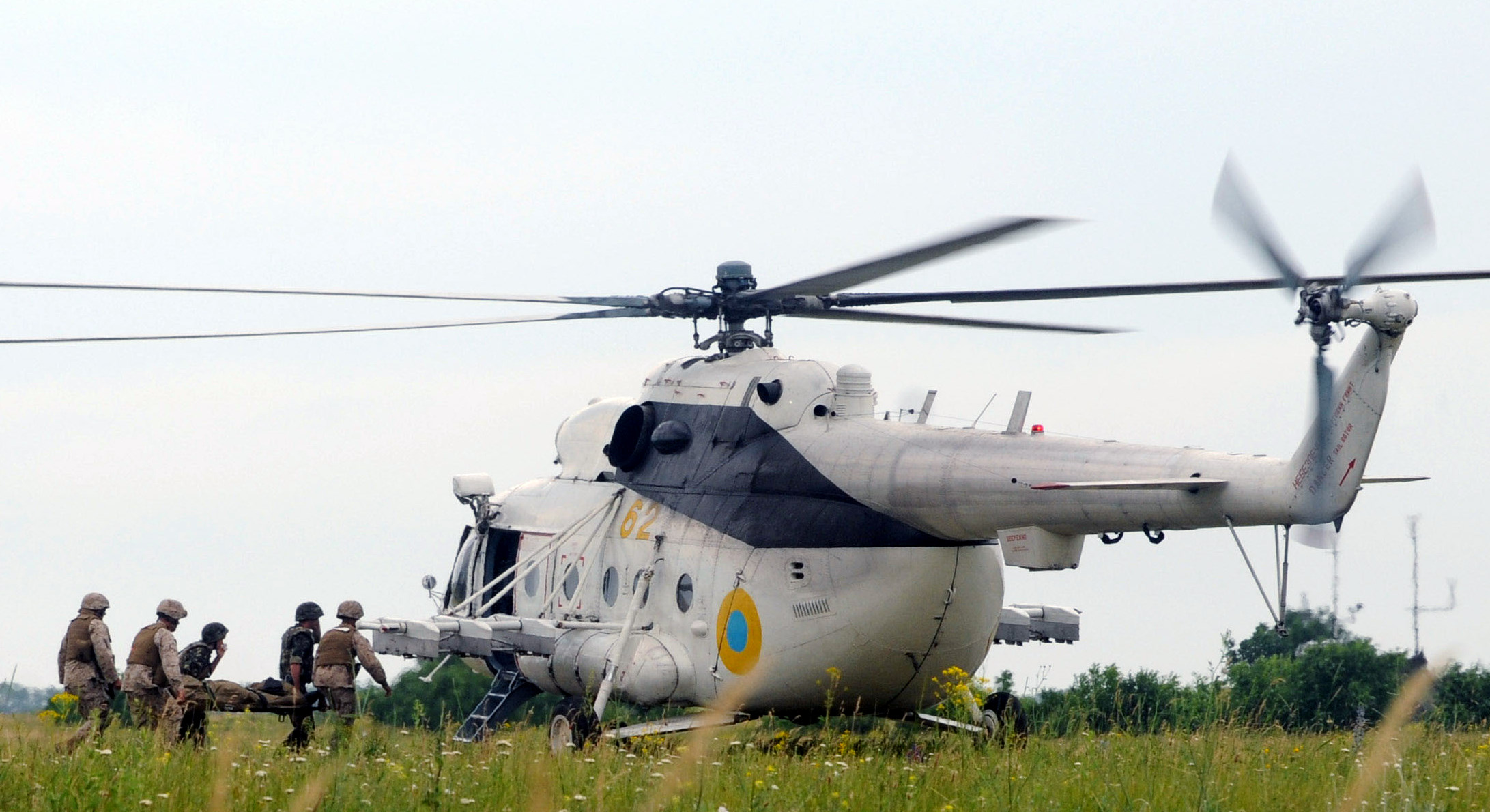
قوات مشاة البحرية الأميركية والأوكرانية تحاكي عملية انتشال الضحايا باستخدام طائرة من طراز Mi-8 خلال مناورات Sea Breeze المتعددة الجنسيات في عام 2011م.